# Abyssocypris
Abyssocypris is een geslacht van kreeftachtigen uit de klasse van de Ostracoda (mosselkreeftjes).

## Soorten
- Abyssocypris adunca (Esker, 1968) Donze, Colin, Damotte, Oertli, Peypouquet & Said, 1982 †
- Abyssocypris atlantica (Maddocks, 1977) Coles, Ayress & Whatley, 1990
- Abyssocypris boldi Colin, 1987 †
- Abyssocypris palavensis (Pokorny, 1979) Monostori, 1985 †